# Gourdjaani (municipalité)
La municipalité de Gourdjaani (en géorgien : გურჯაანის მუნიციპალიტეტი) est un district de la région Kakhétie,en Géorgie, dont la ville principale est Gourdjaani.
Il compte 53 900 habitants au 1er janvier 2016 selon l'Office national des statistiques de Géorgie.   

## Patrimoine
- Monastère orthodoxe Saint-Jean-Baptiste